# ديف ميرا
ديف ميرا (بالإنجليزية: Dave Mirra)‏ (و. 1974 – 2016 م) هو دراج على الطريق، ورسام رسوم متحركة، وسائق رالي، ورجل أعمال من الولايات المتحدة الأمريكية . ولد في تشيتينانغو .
توفي في غرينفيل، كارولاينا الشمالية .

## التعليم
تعلم في California State Polytechnic University, Pomona

## جوائز
حصل على جوائز منها:
- Best Male Action Sports Athlete ESPY Award (سنة 2005).

## روابط خارجية
- ديف ميرا على موقع IMDb (الإنجليزية)
- ديف ميرا على موقع أول موفي (الإنجليزية)
- ديف ميرا على موقع قاعدة بيانات الفيلم (الإنجليزية)
- ديف ميرا على موقع كينوبويسك (الروسية)